# Arje Bibi
Arje Bibi (hebr.: אריה ביבי, ang.: Aryeh Bibi, ur. 28 kwietnia 1943 w Iraku) – izraelski policjant i polityk, w latach 2009–2013 poseł do Knesetu z listy Kadimy.
W wyborach parlamentarnych w 2009 po raz pierwszy i jedyny dostał się do izraelskiego parlamentu.